# Stan Smith (calciatore 1950)
Stan Smith (5 aprile 1950) è un ex calciatore bermudiano, di ruolo centrocampista e difensore.

## Carriera
Nel 1974 viene ingaggiato dalla franchigia della North American Soccer League dei Baltimore Comets, con cui raggiunge i quarti di finale della NASL 1974. La stagione seguente è chiusa invece al quinto ed ultimo posto della Eastern Division.
Nella stagione 1976 segue i Comets nel loro trasferimento in California, ove divennero i San Diego Jaws. Con i Jaws non riesce a superare la fase a gironi del torneo.